# Vana-Antsla
Vana-Antsla est un petit bourg de la commune d'Antsla, situé dans le comté de Võru en Estonie. En 2019, la population s'élevait à 185 habitants.